# Luísa Costa Dias
Luísa Costa Dias (* 1956 in Lissabon; † 18. Juni 2011 in Lissabon) war eine portugiesische Fotografin und Kuratorin.

## Leben
Luísa Costa Dias, Jahrgang 1956, war Leiterin des Arquivo Fotográfico Municipal de Lisboa und Mentorin der Biennale Lisboa Photo. Sie war Kuratorin zahlreicher Ausstellungen, so Colecção Ferreira da Cunha (2003), Corpo diferenciado (2005), Lisboa à Beira Tejo (2010), Alfredo Cunha Fotografias (2010), Da Avenida D. Amélia à Avenida Almirante Reis (2011).

## Bücher
- Gérard Castello-Lopes: oui non von Luísa Costa Dias, Gérard Castelo Lopes, Centro Cultural de Belém, 2004, 205 Seiten, ISBN 978-972-8176-87-7[3]